# ميقونة أرجوانية داكنة
ميقونة أرجوانية داكنة (الاسم العلمي:Mucuna atropurpurea) هي نوع من النباتات تتبع جنس الميقونة من الفصيلة البقولية.